# 朝霞市立朝霞第一小学校
朝霞市立朝霞第一小学校（あさかしりつ あさかだいいちしょうがっこう）は、埼玉県朝霞市膝折町四丁目にある公立小学校。通称「朝一小」（あさいっしょう）。

## 概要
市内では、朝霞第二小学校に次ぐ2番目に創立された。1999年に本校の児童増加に伴い鉄筋3階建て12教室校舎を設立したが、周辺2校（五小、六小）も同様の児童増加に伴い、2001年に朝霞市立朝霞第十小学校を創立し、学区変更と児童分離したが、当時とほぼ同数の児童数となっているマンモス校のひとつである。
校歌の作詞はサトウハチロー、作曲は藤山一郎。

## 沿革

### 年表
- 1874年5月 - 膝折村字北浦一乗院を仮校舎として開校。
- 1886年4月 - 知新学校と改称。片山に分教室を設立。
- 1889年4月 - 膝折小学校と改称とし、一乗院を本校舎、根岸金剛寺を分教室とする。
- 1903年3月 - 現在地に新校舎落成。
- 1903年5月 - 校舎増築。5月30日を開校記念日とする。
- 1909年1月 - 図書閲覧室設置。
- 1920年11月 - 秋季運動会挙行。
- 1924年7月 - 女児用夏季体操服、通学服着用開始。
- 1925年12月 - 児童帽子徽章制定。
- 1932年5月 - 朝霞第一尋常高等小学校と改称。
- 1941年4月 - 朝霞第一国民学校と改称。
- 1937年4月 - 朝霞町立第一小学校と改称。
- 1958年4月 - 朝霞町立第四小学校開校に伴い、児童を分離。
- 1958年10月 - 校章、校旗制定。
- 1959年7月 - 理科施設（花壇、池）設立。
- 1959年8月 - 理科施設（小鳥、家畜小舎）設立。
- 1960年5月 - 校歌制定。創立八十五周年記念事業完了。
- 1961年11月 - 特別教室増築竣工式挙行。
- 1963年8月 - プール設置。
- 1965年10月 - 学校給食開始。
- 1967年3月 - 朝霞市立朝霞第一小学校と改称。
- 1967年4月 - 朝霞市立朝霞第五小学校開校に伴い、学区変更、児童分離。特殊学級開設。
- 1972年3月 - 体育館落成。
- 1973年11月 - 校内持久走大会開始。
- 1973年12月 - 新校舎建設開始。
- 1974年10月 - 新校舎へ移転。
- 1974年11月 - 創立百年祭記念行事挙行。
- 1977年3月 - 特殊学級閉終。
- 1980年4月 - 膝折学童保育室開設。
- 1981年3月 - 小鳥小屋一、学級園九個設置。
- 1989年8月 - アメリカ　カンザス市立ミッション・トレイル小学校と姉妹提携。
- 1990年3月 - プール更衣室新築。
- 1990年8月 - 本校舎を大規模改修工事。
- 1991年3月 - 小鳥小屋新築。
- 1993年10月 - 校舎全面改修。スプリンクラー設置。
- 1994年5月 - 屋外トイレ新設。創立百二十周年記念式典挙行。
- 1997年3月 - 防災備蓄倉庫新設。
- 1998年3月 - 飼育小屋新設。
- 1999年2月 - 校庭固定施設移動新設。
- 1999年3月 - 鉄筋三階十二教室新校舎竣工。
- 2001年4月 - 朝霞市立朝霞第十小学校開校に伴い、学区変更、児童分離。

## 学校目標
やさしい子、考える子、たくましい子

## 施設
校舎は、本校舎、北校舎、西校舎、新校舎の4つがあり、北校舎は本校舎と一体となった造りである。
西校舎と本校舎を繋ぐ国際どおり（3階通路）では、外国の児童の絵画作品などが展示されている。また、新校舎とも一体となった造りである。
新校舎には普通教室のほか、2教室使用した多目的ホール、パソコン室、図工室、第2理科室がある。3階南側に設置されている大時計は新校舎落成記念にPTA資源回収により購入し、贈呈された。
校門は正門、膝折門、溝沼門、東門の4つあるが、正門は通常時は使用しない。

## 学校行事

### 1学期
入学式　遠足　開校記念日　スポーツテスト　市球技大会（三～六年生）　修学旅行（六年生）　林間学校（五年生）

### 2学期
秋季大運動会　遠足（社会科見学）　市陸上大会（六年生）　作品展

### 3学期
かきぞめ大会　バイキング給食（現在は無い）　卒業式

## 交通アクセス
- 東武東上線朝霞台駅徒歩25分
- 朝霞市内循環バスわくわく号 膝折・溝沼線 溝沼三丁目 バス停 徒歩4分

## 著名な出身者
- 富岡勝則（4代目朝霞市市長）
- 尾崎豊（アーティスト）：小学校5年2学期に転校したが不登校となった。小学校を卒業すると、中学校は本人の強い希望により、昔住んでいた練馬東中学校へ越境入学する。
- 後藤拓実（お笑い芸人・四千頭身）